# Antonio de la Cruz
Jesús Antonio de la Cruz Gallego (León, 7 maggio 1947) è un allenatore di calcio ed ex calciatore spagnolo, di ruolo difensore.

## Carriera
Ha militato nel Barcellona dal 1972 al 1979, allenando la squadra in parte nel 2003.
Ha giocato anche per la Spagna, partecipando al campionato del mondo 1978.